# Turi (Panekan)
Turi is een bestuurslaag in het regentschap Magetan van de provincie Oost-Java, Indonesië. Turi telt 5212 inwoners (volkstelling 2010).